# Tisbe holothuriae
Tisbe holothuriae is een eenoogkreeftjessoort uit de familie van de Tisbidae. De wetenschappelijke naam van de soort is voor het eerst geldig gepubliceerd in 1957 door Humes.